# Bergenost

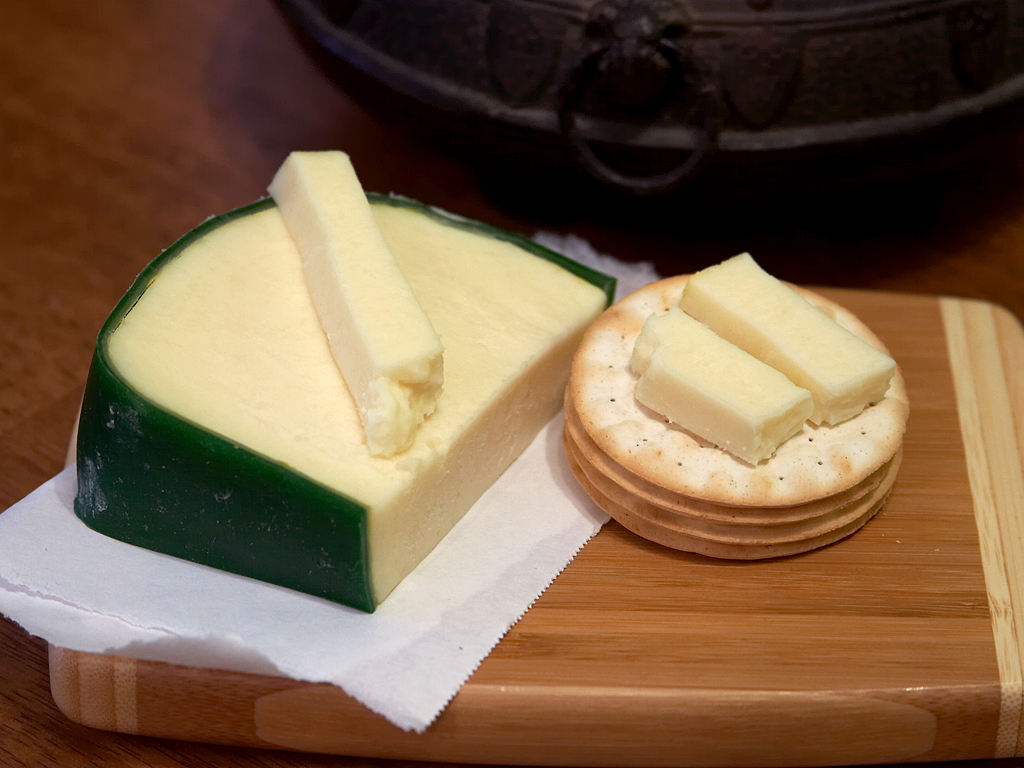
Ser Bergenost

Bergenost – ser żółty typu triple-cream (potrójnie kremowy) w typie norweskim o półmiękkiej konsystencji, produkowany przez firmę "Yancey’s Fancy" z siedzibą w Corfu, w hrabstwie Genesee w stanie Nowy Jork w USA. Do jego produkcji stosowane są kultury bakterii importowane z Norwegii, podczas konkursu "New York State Fair Cheese" w 1999 zdobył złoty medal. 
Charakteryzuje się łagodnym, lekko kwaśnawym smakiem, może być łączony z borówką brusznicą lub innymi produktami z kuchni skandynawskiej. Jest sprzedawany w postaci klinów o charakterystycznej zielonej polewie woskowej.